# Уганда на Светском првенству у атлетици на отвореном 2011.
Уганда је учествовала на 13. Светском првенству у атлетици на отвореном 2011. одржаном у Тегу од 27. августа до 4. септембра. Репрезентацију Уганде представљало 12 такмичара (10 мушкараца и 2 жене) који су се такмичили у 6 дисциплина (4 мушке и 2 женске). , 
На овом првенству Уганда није освојила ниједну медаљу, нити је постављен национални и лични рекорд. У табели успешности према броју и пласману такмичара који су учествовали у финалним такмичењима (првих 8 такмичара) Уганда је поделила 58 место са 3 бода. 
| Плас. | Земља  | 1. место | 2. место | 3. место | 4. место | 5. место | 6. место | 7. место | 8. место | Бр. финал. | Бод. |
| ----- | ------ | -------- | -------- | -------- | -------- | -------- | -------- | -------- | -------- | ---------- | ---- |
| =58.  | Уганда | 0        | 0        | 0        | 0        | 0        | 1        | 0        | 0        | 1          | 3    |

Најуспешнији такмичар Уганде био је Јакоб Араптани, који је у дисциплини трчања на 3.000 м са препрекама освојио шесто место.

## Селекција атлетичара
Према првој званичној листи било је пријављено 14 атлетичара које је предводио Мозиз Кипсиро, бронзани са Светског првенства 2007. у Осаки у трци на 5.000 м. По завршетку такмичења према извештају ИААФ Уганда је учествовала са 12 такмичара.
Следећи спортисти су били на привременој листи, али се нису појавили на такмичењу.
| Легенда: | Укинуте дисциплине | Такмичили се у другој дисциплини |

|          | Дисциплина | Атлетичари               |
| -------- | ---------- | ------------------------ |
| Мушкарци | 1.500 м    | Јакоб Араптани           |
| Мушкарци | 5.000 м    | Мозиз Кипсиро            |
| Мушкарци | 10.000 м   | Мозиз Кипсиро            |
| Мушкарци | маратон    | Richard Kiprotich Soibei |

## Учесници
| Мушкарци: - Џулијус Мутеканга — 800 м - Абрахам Киплимо — 5.000 м - Џефри Кусуро — 5.000 м - Мозиз Кипсиро — 5.000 м - Стивен Кипротич — Маратон - Данијел Кипкорир Чепјегон — Маратон - Николас Кипроно — Маратон - Јакоб Араптани — 3.000 м препреке - Бенџамин Киплагат — 3.000 м препреке - Сајмон Ајеко — 3.000 м препреке | Жене: - Анет Негаса — 800 м - Сара Намбава — Троскок |  |

### Мушкарци
| Атлетичар                 | Дисциплина       | Лични рекорд | Квалификације      | Квалификације      | Група                | Група         | Полуфинале           | Полуфинале           | Финале                | Финале   | Детаљи |
| Атлетичар                 | Дисциплина       | Лични рекорд | Резултат           | Место              | Резултат             | Место         | Резултат             | Место                | Резултат              | Место    | Детаљи |
| ------------------------- | ---------------- | ------------ | ------------------ | ------------------ | -------------------- | ------------- | -------------------- | -------------------- | --------------------- | -------- | ------ |
| Џулијус Мутеканга         | 800 м            | 1:46,30      |                    |                    | 1:47,54              | 6. у гр. 5    | Није се квалификовао | Није се квалификовао | Није се квалификовао  | 28 / 44  |        |
| Абрахам Киплимо           | 5.000 м          | 13:10,40     |                    |                    |                      |               | 13:44,09             | 8. у гр. 2           | Нису се квалификовали | '17 / 41 |        |
| Џефри Кусуро              | 5.000 м          | 13:12,32     | 13:54,58           | 13. у гр. 2        | 23 / 41              |               |                      |                      | Нису се квалификовали |          |        |
| Мозис Кибет               | 5.000 м          | 13:15,18     | 14:05,15           | 14. у гр. 1        | 30 / 41              |               |                      |                      | Нису се квалификовали |          |        |
| Стивен Кипротич           | Маратон          | 2:07:20 НР   |                    |                    |                      |               |                      |                      | 2:12:57               | 9 /67    |        |
| Данијел Кипкорир Чепјегон | Маратон          | 2:08:24      | Нису завршили трку | Нису завршили трку |                      |               |                      |                      |                       |          |        |
| Николас Кипроно           | Маратон          | 2:15:58      | Нису завршили трку | Нису завршили трку |                      |               |                      |                      |                       |          |        |
| Јакоб Араптани            | 3.000 м препреке | 8:15,72      |                    |                    | 8:18,57              | 1. у гр. 1 КВ |                      |                      | 8:18,67               | 6 / 35   |        |
| Бенџамин Киплагат         | 3.000 м препреке | 8:03,81 НР   | 8:19,96            | 1. у гр. 3         | 8:22,21              | 10 / 35       |                      |                      |                       |          |        |
| Сајмон Ајеко              | 3.000 м препреке | 8:18,04      | 8:29,02 РС         | 7. у гр. 2         | Није се квалификовао | 18 / 35       |                      |                      |                       |          |        |

### Жене
| Атлетичарка  | Дисциплина | Лични рекорд       | Група     | Група         | Полуфинале | Полуфинале | Финале                | Финале       | Детаљи |
| Атлетичарка  | Дисциплина | Лични рекорд       | Резултат  | Место         | Резултат   | Место      | Резултат              | Место        | Детаљи |
| ------------ | ---------- | ------------------ | --------- | ------------- | ---------- | ---------- | --------------------- | ------------ | ------ |
| Анет Негаса  | 800 м      | 2:00,40 НР         | 2:02,75   | 1. у гр. 5 КВ | 2:01,51    | 6. у пф. 1 | Нису се квалификовале | 18 / 23 (24) |        |
| Сара Намбава | троскок    | 14,06 (0,0 м/с) НР | 13,22 ЛРС | 16. у гр. Б   |            |            | Нису се квалификовале | 33 / 34      |        |